# The Vamp (film)
The Vamp è un film muto del 1918 diretto da Jerome Storm e prodotto da Thomas H. Ince.

## Trama
Poiché Robert, il suo innamorato, esita a dichiararsi, Nancy, una ragazza che lavora come guardarobiera in una sontuosa produzione musicale, prende in prestito un abito molto sexy per sedurre Robert e indurlo a superare le sue indecisioni. La mise scelta è così seducente che il giovane cade nella rete e non perde tempo nel chiederle di sposarlo. I due novelli sposi partono per la Pennsylvania per un campo minerario dove Robert deve assumere un incarico per conto di suo zio James Walsham. L'austero vecchio Walsham vedendo la brillante e maliziosa Nancy, pensa che la ragazza abbia una cattiva influenza sul nipote ed esprime senza mezzi termini la sua disapprovazione. Un giorno, però, Nancy viene a sapere che Fleming, una spia tedesca, sta progettando di fare chiudere le miniere con l'aiuto di Phil Weil, un agitatore sindacale. Dopo avere nascosto sotto il letto uno dei minatori, tale Manus Mulligan, Nancy accoglie Weil che le fa visita. Con l'aiuto di un po' di whisky e mettendo in pratica i suoi vecchi vezzi da femme fatale, affascina il minatore che, sedotto da quella bella ragazza, le confida i piani di Fleming, senza sapere che sotto il letto c'è un testimone che ascolta tutto. Il vecchio Walsham, adesso, dimostra la propria gratitudine, accettando finalmente in famiglia Nancy.

## Produzione
Il film fu prodotto dalla Thomas H. Ince Corporation.

## Distribuzione
Il copyright del film, richiesto dalla Thomas H. Ince Corp., fu registrato il 9 luglio con il numero LP12645.
Distribuito dalla Famous Players-Lasky Corporation, il film uscì nelle sale statunitensi il 22 luglio 1918 dopo essere stato presentato in prima a New York il 14 luglio 1918. 
In Francia fu distribuito dalla Pathé Consortium Cinéma il 30 marzo 1923 con il titolo Séductrice.
Non si conoscono copie ancora esistenti della pellicola che viene considerata presumibilmente perduta.